# Lovaspóló az 1908. évi nyári olimpiai játékokon
Az 1908. évi nyári olimpiai játékokon a lovaspólóban három angol klub vett részt.

## Éremtáblázat
(A rendező ország csapata eltérő háttérszínnel, az egyes számoszlopok legmagasabb értéke, vagy értékei vastagítással kiemelve.)
| Az 1908. évi nyári olimpiai játékok éremtáblázata lovaspólóban | Az 1908. évi nyári olimpiai játékok éremtáblázata lovaspólóban | Az 1908. évi nyári olimpiai játékok éremtáblázata lovaspólóban | Az 1908. évi nyári olimpiai játékok éremtáblázata lovaspólóban | Az 1908. évi nyári olimpiai játékok éremtáblázata lovaspólóban | Olimpia  |
| -------------------------------------------------------------- | -------------------------------------------------------------- | -------------------------------------------------------------- | -------------------------------------------------------------- | -------------------------------------------------------------- | -------- |
|                                                                | Ország                                                         | Arany                                                          | Ezüst                                                          | Bronz                                                          | Összesen |
| 1.                                                             | Nagy-Britannia (GBR)                                           | 1                                                              | 2                                                              | 0                                                              | 3        |
|                                                                |                                                                |                                                                |                                                                |                                                                |          |
| Összesen                                                       | Összesen                                                       | 1                                                              | 2                                                              | 0                                                              | 3        |

## Érmesek
| Az 1908. évi nyári olimpiai játékok érmesei lovaspólóban                                                                     | Az 1908. évi nyári olimpiai játékok érmesei lovaspólóban | Az 1908. évi nyári olimpiai játékok érmesei lovaspólóban | Az 1908. évi nyári olimpiai játékok érmesei lovaspólóban |
| --- | --- | -------------------------------------------------------- | -------------------------------------------------------- |
| Arany | Ezüst | Bronz                                                    |                                                          |
| Nagy-Britannia (GBR) · Roehampton · Charles Darley Miller · George Arthur Miller · Patteson Nickalls · Herbert Haydon Wilson | Nagy-Britannia (GBR) · Hurlingham · Walter Buckmaster · Frederick Freake · Walter Jones · John Wodehouse, 3rd Earl of Kimberley Nagy-Britannia (GBR) · Ireland · John Hardress Lloyd · John Paul McCann · Percy O'Reilly · Auston Rotherham | Nem adták ki                                             |                                                          |

## Eredmények
| 1908. június 18. |  | Nagy-Britannia (GBR) · Roehampton | 4 – 1 | Nagy-Britannia · Hurlingham |  |  |
| 1908. június 18. |  |                                   |       |                             |  |  |

| 1908. június 21. |  | Nagy-Britannia (GBR) · Roehampton | 8 – 1 | Nagy-Britannia · Ireland |  |  |
| 1908. június 21. |  |                                   |       |                          |  |  |